# L'uomo dagli occhi di ghiaccio
Pour plus de détails, voir Fiche technique et Distribution.
L'uomo dagli occhi di ghiaccio est un giallo italien réalisé par Alberto De Martino et sorti en 1971.

## Synopsis
Un sénateur de l'état du Nouveau-Mexique (États-Unis) est assassiné devant sa maison. La police arrête un homme « aux yeux de glace » soupçonné du meurtre. Un journaliste italien interroge une effeuilleuse qui prétend avoir été une témoin directe du meurtre, mais il aperçoit avec le temps des incohérences dans sa déposition et commence à penser que la police s'est trompé de coupable.

## Fiche technique
- Titre original italien : L'uomo dagli occhi di ghiaccio[1] (litt. « L'homme aux yeux de glace »)
- Réalisation : Alberto De Martino
- Scénario : Massimo De Rita, Adriano Bolzoni, Arduino Maiuri (it), Vincenzo Mannino (it)
- Photographie : Gábor Pogány
- Montage : Alberto Gallitti
- Musique : I Marc 4, Peppino De Luca (it)
- Décors : Arrigo Equini (it)
- Costumes : Osanna Guardini
- Maquillage : Vittoria Silvi
- Production : F.T. Gay, Giovanni Badessi
- Société de production : Cinegai
- Pays de production :  Italie
- Langue de tournage : italien
- Format : Couleur - 2,35:1 - Son mono - 35 mm
- Durée : 95 minutes (1 h 35[1])
- Genre : Giallo
- Dates de sortie :
  - Italie : 10 avril 1971

## Distribution
- Antonio Sabàto : Eddie Mills
- Barbara Bouchet : Ann Saxe
- Victor Buono : John Hammond
- Keenan Wynn : Harry Davis, l'éditeur
- Faith Domergue : Mme Valdez
- Corrado Gaipa : Isaac Thetman
- Nello Pazzafini : L'homme dans l'ascenseur (non crédité)
- Giovanni Petrucci
- Giuseppe Pollini (sous le nom de « Joe Pollini »)
- Bill Stevens
- James Smith
- Phil Mead
- Kurt Diamond

## Production
Le film a été tourné à Albuquerque, Nouveau-Mexique aux États-Unis.